# راي كينيدي
راي كينيدي (بالإنجليزية: Ray Kennedy)‏، من مواليد 28 يوليو 1951، لاعب كرة قدم إنجليزي سابق. لعب مع منتخب إنجلترا لكرة القدم.

## مسيرته الكروية
لعب راي كينيدي خلال مسيرته الاحترافية مع 4 أندية في سبعة عشر موسمًا وسجل خلالها 109 هدف ضمن 498 مباراة. حيث فاز في موسم واحد بالكأس وفي ستة مواسم بالدوري.
خاض راي كينيدي مسيرته مع نادي أرسنال في موسم 1969–70 ليلعب معه خمسة مواسم، مشاركًا في 158 مباراة سجل خلالها 53 هدفًا. ثم انتقل إلى نادي ليفربول في موسم 1974–75 ليلعب معه ثمانية مواسم، حيث شارك في 275 مباراة سجل خلالها 51 هدفًا. لينتقل بعدها إلى نادي سوانزي سيتي في موسم 1981–82 واستمر معه طيلة ثلاثة مواسم، مشاركًا في 42 مباراة سجل خلالها هدفين. ثم انتقل إلى نادي هارتلبول يونايتد في موسم 1983–84 لمدة موسم واحد، مشاركًا في 23 مباراة سجل خلالها 3 أهداف.

## روابط خارجية
- راي كينيدي على موقع الاتحاد الدولي (مؤرشف)  (الإنجليزية)
- راي كينيدي على موقع الاتحاد الأوربي (الإنجليزية)
- راي كينيدي على موقع قاعدة بيانات كرة القدم.إي يو (الإنجليزية)
- راي كينيدي على موقع ناشيونال فوتبول تيمز (الإنجليزية)
- راي كينيدي على موقع عالم كرة القدم.نت (الإنجليزية)